# 石川県道264号小滝北川線
石川県道264号小滝北川線（いしかわけんどう264ごう こだききたがわせん）とは、石川県輪島市にある一般県道（石川県道）である。

## 路線概要
- 起点：石川県輪島市門前町小滝11字7番甲地先
- 終点：石川県輪島市門前町北川1字26番2地先（＝北川交差点、国道249号交点）

輪島市門前町中央部の阿岸川沿い形成された集落を結ぶ。千代（せんだい）地区の千代橋で阿岸川を渡り、南西方向へ進むが、是清（これきよ）地区で北に向きを変え、北川橋で再び阿岸川を渡り、終点の北川へ至る。ほぼ全区間両側2車線（片側1車線）で整備されている。なお、千代地区以東と北川地区を行き来する場合、前述の橋を渡らずに阿岸川に沿って整備されている市道を通っていくことも可能である。

## 歴史
- 1960年（昭和35年）10月15日：路線認定。

## 接続道路
- 羽咋郡市門前基幹農道（能登外浦地区）（輪島市門前町千代） - ただし、羽咋郡志賀町方面は未開通。
- 国道249号（輪島市門前町北川：終点）

## 周辺施設
- 古和秀水（名水百選に選定されている湧水）
- 千代浜（鳴き砂の海岸）
- 門前じんのびの湯
- 輪島市大生自然休暇村まんだら村（別荘地）
- 阿岸本誓寺
- ふれあい工房あぎし（知的障害者授産施設、旧門前町立阿岸小学校）